# Plebicula suffescens
Plebicula suffescens är en fjärilsart som beskrevs av Ruggero Verity 1946. Plebicula suffescens ingår i släktet Plebicula och familjen juvelvingar. Inga underarter finns listade i Catalogue of Life.